# Малый Гнездниковский переулок
Ма́лый Гнезднико́вский переу́лок — улица в центре Москвы в Пресненском и Тверском районах между Шведским тупиком и Тверской.

## Происхождение названия
Известен с XVIII века. Именовался также Шереметевский и Вадбольский по фамилиям домовладельцев. Нынешнее название возникло в XVIII веке и дано по проживавшим здесь гнездникам — мастерам литейного дела.

## Описание
Малый Гнездниковский переулок начинается от Шведского тупика и проходит на северо-восток параллельно Тверскому бульвару, пересекает Большой Гнездниковский переулок и выходит на Тверскую улицу между домами № 15 и № 17.

## Здания и сооружения

### По нечётной стороне
- № 7 — Городская усадьба Кондиковых — Орловых — Г. М. Лианозова (сер. XVIII—XX вв., 1882, архитекторы И. П. Хородинов, Е. Ю. Брокман), объект культурного наследия регионального значения. В 1918 году здесь располагался Кинофотоотдел Наркомпроса; в 1925—1932 годах— Всероссийское фотокинематографическое акционерное общество «Совкино» (с 1972 года —Госкино СССР), где работали В. В. Маяковский, В. Я. Брюсов, А. С. Серафимович и другие[1]. Ныне усадьбу занимает Министерство культуры России;
- № 7/6, стр. 2 — Административное здание (1969, архитекторы В. и Г. Уткины, О. Ловская)[1], ныне — Министерство культуры России;
- № 9/8, стр. 1 — Дом С. В. Спиридонова (1895, архитектор С. С. Эйбушитц), объект культурного наследия регионального значения[1];
- № 9/8, стр. 2 — Доходный дом М. А. Малкиель — С. В. Спиридонова (1850-е; 1874—1876, архитектор А. Е. Вебер; 1960—1970-е), ценный градоформирующий объект[1]. В настоящее время здесь располагается международное издательство «Галактика», журнал «Век XX и Мир»;
- № 9/8, стр. 3 — Доходный дом М. А. Малкиель — С. В. Спиридонова (1874 , архитектор А. Е. Вебер; 1960—1970-е)[1], сейчас — Тискино;
- № 9/8, стр. 4 (северо-западная часть) — Административное здание (2003)[1], сейчас — Арт и дизайн;
- № 9/8, стр. 4 (юго-восточная часть) — Доходный дом М. А. Малкиель — С. В. Спиридонова (1880-е, архитектор С. С. Эйбушитц; 1960—1970-е)[1]
- № 9/8, стр. 6 — Жилой дом (1820-е ; 1874—1875, архитектор А. Е. Вебер). Здесь в 1900—1915 годах располагалась редакция журнала «Будильник»[1];
- № 9/8, стр. 6 а — Флигель в усадьбе Малкиеля (1873, архитектор А. Е. Вебер), внесён в Красную книгу Архнадзора (электронный каталог объектов недвижимого культурного наследия Москвы, находящихся под угрозой).[2]
- № 9/8, стр. 7 — Дом доходный — дом жилой (1822; 1873, архитектор А. Е. Вебер; 1874—1879; 1913; 1935; 1950; 1980), ценный градоформирующий объект[1]. Сейчас в здании размещаются: рестораны, Московское городское бюро технической инвентаризации ГУП;

### По чётной стороне
- № 2/19 — Городские начальные училища для мальчиков и девочек им. С. А. и К. В. Капцовых (1893, архитектор Д. Н. Чичагов; 1897, архитектор М. К. Геппенер; 1952, архитекторы Г. И. Полковников, Н. П. Поляков), ценный градоформирующий объект[1]
- № 4 — школьное здание (1936, архитекторы Я. Л. Эстрин, И. А. Векслер)[3], бывшая школа № 135[4], ныне — Высшая школа экономики: Высшая школа менеджмента, Банковский институт, Институт профессиональной переподготовки специалистов;
- № 8 — Дом доходный причта и старосты Церкви Святого Николая, что в Гнездниках (1900, архитектор Г. А. Кайзер), ценный градоформирующий объект[1].
- № 10/25, стр. 2 — Жилой дом (XIX — 1-я пол. XX вв), выявленный объект культурного наследия. Здесь в квартире № 14 в 1927—1939 годах жил и работал академик И. М. Губкин (мемориальная доска, 1976, скульптор Г. А. Огнев, архитектор И. Н. Савёлов, мозаика — С. В. Семёнов)[1][5].
- № 12/27, стр. 2-3 — Доходный дом В. В. Пегова (первая половина XIX в., 1872, архитектор П. П. Зыков; 1880, архитектор П. П. Зыков (II)), ценный градоформирующий объект[1]. Сейчас — Творческое объединение «Музыкальный фольклор».
- № 12/27, стр. 4 — Доходный дом В. В. Пегова (нач. XIX в.; 1880, архитектор П. П. Зыков (II); 1926, инженер Колчин[1])